# Coverage
Coverage è il quarto album della cantante statunitense Mandy Moore, uscito nel 2003.
L'album in questione presenta canzoni Remake degli anni 70-80.
Nella settimana di lancio si posiziona al 14# posto della Billboard Hot 200 vendendo più di 54 000 copie.  
Il single di lancio è Have a little faith in me. È il primo album di Mandy Moore a non ricevere nessun premio, a differenza dei primi tre. 
Nel mondo intero vende poco più di 600 000 copie dall'uscita senza riuscire a riscuotere il successo dei tre album precedenti.

## Tracce
1. Senses Working Overtime
2. Whole Of The Moon
3. Can We Still Be Friends
4. I Feel The Earth Move
5. Mona Lisas And Mad Hatters
6. Drop The Pilot
7. Moonshadow
8. One Way Or Another
9. Breaking Us In Two
10. Anticipation
11. Help Me
12. Have a Little Faith in Me